# A Man-sziget vasúti közlekedése
A Man-szigeten hat különálló vasútvonal van, melyet több különböző társaság üzemeltet. Teljes hosszuk 68,5 km, ebből 43,5 km villamosított. Itt található a Brit szigetek legnagyobb keskeny nyomtávú vasúthálózata.

## Vasúttársaságok
- Isle of Man Steam Railway - üzemelteti az Isle Of Man Heritage Railways
- Manx Electric Railway -  üzemelteti az Isle Of Man Heritage Railways
- Snaefell Mountain Railway -  üzemelteti az Isle Of Man Heritage Railways
- Douglas Horse Tram - üzemelteti a Douglas Borough Council
- Groudle Glen Railway - üzemelteti az Isle of Man Steam Railway Supporters' Association
- Great Laxey Mine Railway - üzemelteti a Laxey & Lonan Heritage Trust

## Érdekességek
- A szigeten vasúti múzeum is található
- Nincs vasúti kapcsolata semelyik országgal